# 艾迪·威廉姆斯
艾迪·威廉姆斯（英語：Eddy Willems，1962年—），比利时的计算机病毒和恶意软件专家。
他曾在IHB和布鲁塞尔自由大学的计算机系学习。1984年以系统分析师的身份开始进入计算机领域。早些时候还从事过数据恢复的工作。1991年（最初在比利时）由他发起并创立了欧洲计算机安全组织“欧洲反计算机病毒协会”。
从1995年开始，他又成为“流行病毒清单”（Wildlist）组织的参与者。他还专门用自己的“WAVCI”网站，提供所有同反恶意软件相关的网页和网站索引。
2000年5月，比利时政府聘请艾迪·威廉姆斯为一个电子安全平台的顾问，这个平台专门为比利时人提供快速的杀毒和安全信息。2001年3月，他成为欧洲反计算机病毒协会的首席新闻信息发言人 。并为几个国家的互联网应急中心（CERTs），多家新闻机构和发行商提供定期的咨询建议。